# Номерні знаки Намібії
Номерні знаки Намібії — це жовті флюоресцентні металеві таблички з символами чорного кольору. Для Намібії та її мешканців існує єдиний стандарт автономерів:
- N 1 A — N 1 AB
- N 12 A — N 12 AB
- N 123 A — N 123 AB
- N 1234 A — N 1234 AB
- N 12345 A — N 12345 AB
- N 123-456 A — N 123-456 AB

Першою літерою завжди є "N", що позначає країну — Намібію. Останні літери позначають регіон чи місто, у якому зареєстрований автомобіль. Номери завжди видаються послідовно в кожному регіоні, починаючи з однозначних чисел і збільшуючи довжину номеру за потреби. Переважна більшість транспортних засобів зареєстрована в столиці — місті Віндгук, і вимагає шести цифр; у більшості інших регіонів на разі використовується три або чотири цифри.
З 2007 року персоналізовані номерні знаки доступні за додаткову плату. Такі таблички можуть містити до семи символів, за якими йдуть прапор Намібії та літери NA. Вони також відрізняються за кольором та матеріалом: персоналізовані номери виготовлені з білого акрилового пластику і мають світло-сині символи. 
На владних та державних автомобілях використовуються зелені номери з білими символами. Як і з випадком регіонів, номери видають послідовно та збільшуючи кількість символів і довжину номеру за потреби. Головними літерами на номерах транспортних засобів державних діячів Намібії та інших осіб пов'язаних з державою є:
- GRN — Державний автомобіль
- NDF — Сили оборони Намібії
- POL — Поліція Намібії
- NCS — Виправна служба Намібії

## Галерея

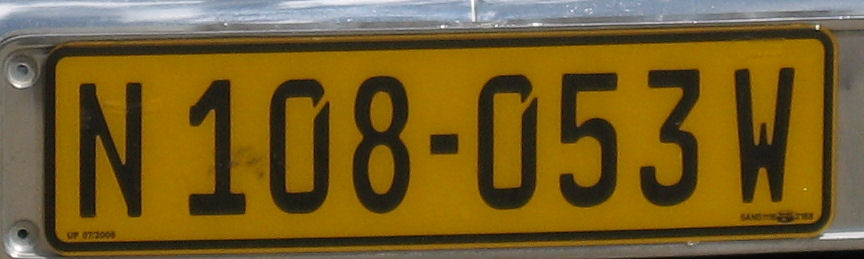

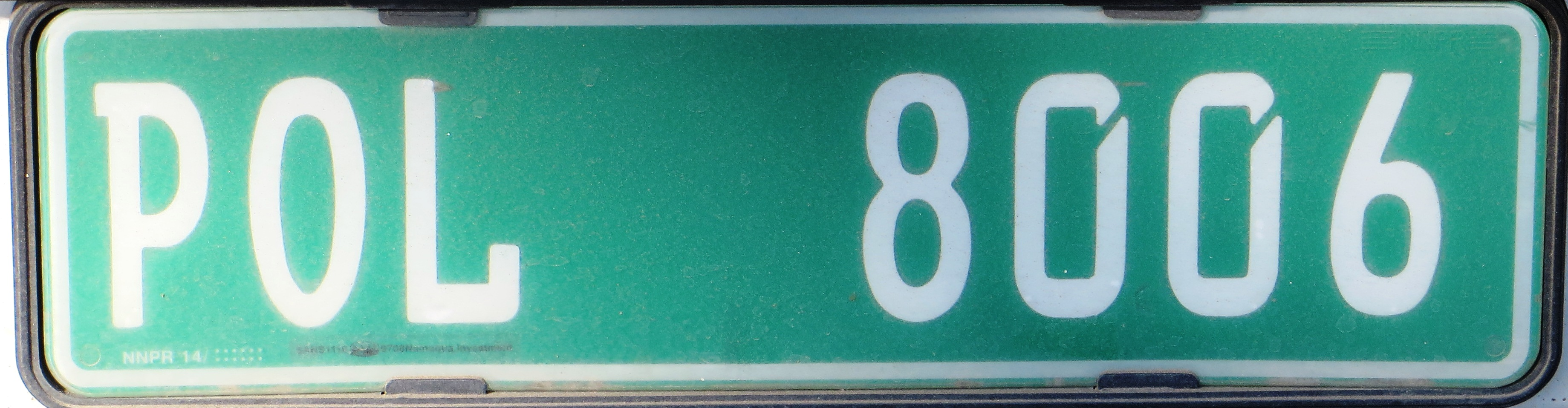

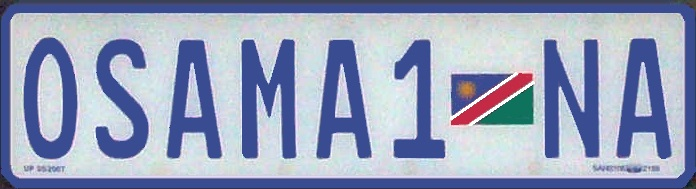

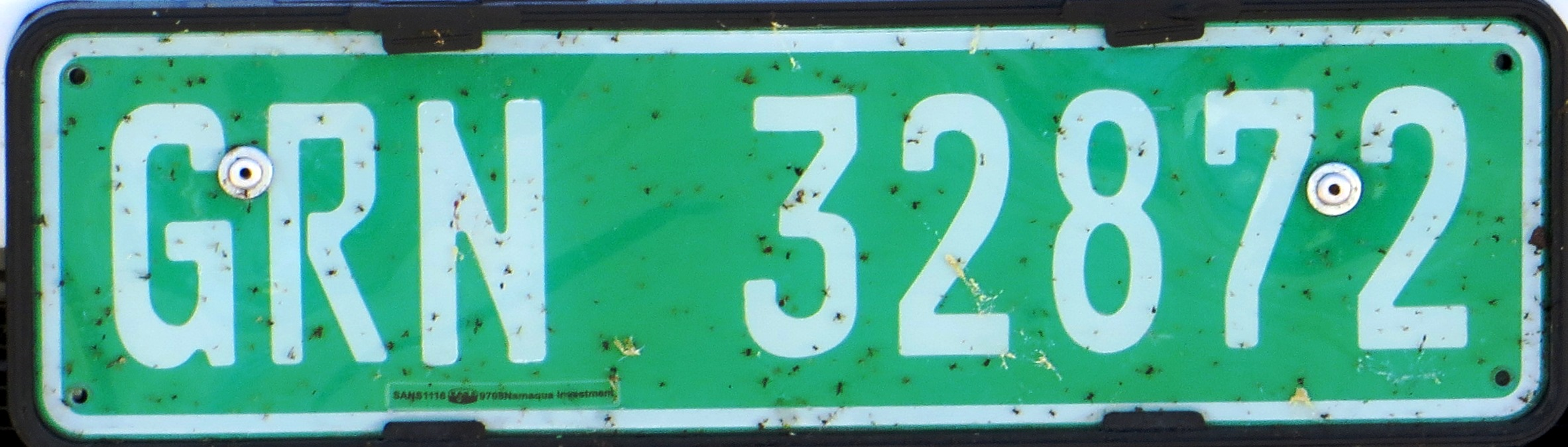

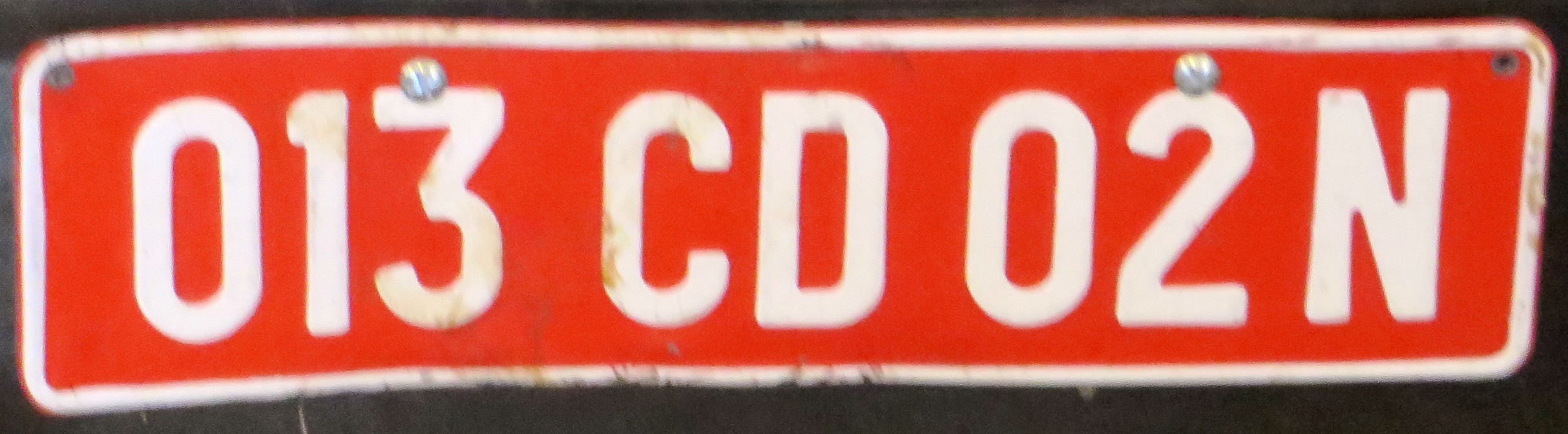

## Коди міст
- А – Арандіс
- АR – Аранос
- B – Бетані
- DV – Дивунду
- EN – Еехана
- G – Хруатфонтейн
- GO – Гобабіс
- HB – Хентіс-Бей
- HN - Хелао Нафіді (з 2022)
- К – Кітмансхуп
- КА – Карасбург
- KH – Хоріксас
- КМ – Катіма-Муліло
- КR – Карібіб
- КО – Оконго
- L – Людериц
- М – Марієнталь
- MA – Мальтахьохе
- MT – Омутія
- ND – Ондангва
- НК – Нкуренкуру
- OA - Окахао (з 2022)
- OH – Окаханджа
- OJ – Оутджо
- OK – Окакарара
- ОМ – Омаруру
- ON – Отжінене
- OP – Опуво
- OR – Ораньємунд
- OT – Очиваронго
- ОВ – Отаві
- R – Рехобот
- RC – Руакана
- RU – Рунду
- S – Свакопмунд
- SH – Ошакаті
- Т – Цумеб
- TK – Цумкве
- U – Усакос
- UP – Оутапі
- W – Віндгук (Столиця)
- WB – Волфіш-Бей[1]